# Tričrkovna kratica
Tričrkovna kratica (TK) ali tričrkovni akronim (TA) je razširjen tip kratice v računalniškem strokovnem jeziku, še posebej v angleško govorečih sredinah (npr. IBM, C++, PHP). Takšen način okrajševanja je domač tudi v političnem žargonu (npr. KPS, ZKS, LDS, SDS). Veliko izmed njih (npr. DOS) je akronimov.
Z angleško abecedo je možnih 263 = 17.576 kratic in jih večino od njih že uporabljajo. Če angleško abecedo razširimo s slovensko abecedo, pridobimo še 6.813 ali skupaj 293 = 24.389 kratic. Spodaj so povezave na vse tričrkovne kratice od AAA do ŽŽŽ. Če dovolimo še številke, posebne znake ali ločevanje malih in velikih črk, lahko tvorimo še več tričrkovnih kratic.
- Programska oprema ne razločuje kratic, oziroma kombinacij z malimi črkami od kombinacij z velikimi-malimi črkami (npr. bac je ista stran kot Bac, ni pa ista kot BAC).
- Nekaj kombinacij bi lahko pomenilo tudi ime, krajevno ime, pojem ali kakšno drugo količino (npr. Jan, cev, Krk, MI2, pav, tor, žig) in ne samo tričrkovno kratico.
- Nekatere tričrkovne kratice bomo v slovenščini težko zasledili.

Veliko tričrkovnih kratic ima več pomenov. Obstajajo tudi tričrkovne kratice z več kot desetimi pomeni. Na primer, SDI ima v angleščini vsaj 32 pomenov. Veliko kratic ima več kot eno razširitev z istim pomenom. Na primer GCC so najprej uporabljali za 'GNU C Compiler' ('Prevajalnik projekta GNU za C'), kasneje pa za 'GNU Compiler Collection' ('Zbirko GNUjevih prevajalnikov').
V operacijskemu sistemu DOS so datoteke lahko nosile le tričrkovne datotečne pripone, ki so po navadi označevale tip datoteke. Zato so se daljše kratice skrajšale na tričrkovne. Na primer JPEG v JPG, HTML v HTM).
Veliko kratic izhaja iz okrajšanih imen za Usenetove skupine. Na primer pra za pl.rec.anime.

## Obči razredi tričrkovnih kratic
- drugi standardi: DIN, JUS, UTC,
- države: NDR (DDR), SND, SVN, ZDA (USA),
- časovni pasovi: DST, GMT, UTC,
- izobraževalne ustanove: FMF, FNT, FRI,
- licence: GPL, MPL,
- mediji: BBC, EBU, HTV, RAI, RTV,
- operacijski sistemi: GNU, BSD, DOS
- politika: GOP,
- prevoz: KLM, TWA,
- programja: GCC, Gtk,
- programski jeziki: PHP, SQL,
- protokoli: FTP, IRC,
- publikacije: KiH, PIL, TIM,
- računalniška oprema: CPU, DVD, FPU, RAM, ROM, USB,
- videoigre: ZZT,
- snovi: LSD, TNT,
- tipi datotek: PNG, GIF, PRT, TXT,
- ustanove: GRS, NUK, PZS, SDN, CIA, FBI, NSA, KGB,
- vlada: DOD, DOE, HUD, IRS,
- vojska: ACC, AMC, BFR, IRA,
- šah: DGS, DGZ, FEN, KGS, KGZ, PGN,
- športi: NFL, NBA, MLB, ŠZS, ZOI,
- združbe: DEC, IBM, NAA,
- zgodovina: NOB, NOG,
- znanost: NGC,
  - astronomija: latinske kratice ozvezdij: Ori, UMa.

Tričrkovne kratice so se zelo uveljavile v ZDA med New Dealom za časa predsednika Franklina Delana Roosevelta. Na primer NRA za National Recovery Administration in TVA za Tennessee Valley Authority. Obrekovalci Rooseveltove politike so označevali nove agencije z »abecedno čorbo«.
Štiričrkovne kratice (na primer VERA, ZSMS, AMZS) včasih imenujejo razširjene tričrkovne kratice (RTK).